# Oliver Eggimann
Oliver Eggimann   (Renens, 28 de gener de 1919 - Renens, 6 d'abril de 2002) fou un futbolista suís de la dècada de 1940.

## Trajectòria
A nivell de clubs va jugar a BSC Young Boys, FC Lausanne-Sport, Servette FC, ES FC Malley, i FC La Chaux-de-Fonds. També fou internacional amb la selecció de Suïssa, amb la qual participà en els Mundials del Brasil 1950 i Suïssa 1954.